# أبو القاسم الغماري
أبو القاسم العربي محمد بن إبراهيم الغماري (1923- 16 مارس 2008) كان سياسيا سابقا في فترة الملكية في ليبيا.
مواليد 1923 بمنطقة إجدابيا شرق ليبيا قضى الكثير من طفولته ابان فترة الاحتلال الإيطالي لليبيا الذي قام باعتقالات واسعة في منطقة الجبل الأخضر وخاصة تلك المرتبطة «بالسنوسيين» في معتقلات جماعية ومن بينها عائلته والتي تنتمى إلى السنوسييين حيث لم ينج منهم الا هو وشقيقان، وتوفي اثنان من أشقائه شهيدين في ساحات المعارك ضد الاحتلال الإيطالي لليبيا.
تلقى تعليمه الديني في إحدى الزوايا السنوسية ثم درس بعد خروجه من «معتقل العقيلة» في مدرسة إيطالية للأيتام وقام شقيقة الأكبر السيد إبراهيم الغمارى - مدير عام الزوايا السنوسية بعد الاستقلال - بجهود كبيرة استطاع بعدها سحب الوصاية الإيطالية عليه وإخراجه من مدرسة الايتام.
يعتبر السيد أبوالقاسم الغمارى من كبار الاخوان السنوسيين في ليبيا ومن أوائل إداريي البريد في المنطقة الشرقية وهو من رجالات ليبيا الاستقلال.
تدرج في المناصب إلى أن تولى منصب السكرتير الأول للملك ادريس السنوسي ملك المملكة الليبية المتحدة لعدة سنوات ليكتسب بعد ذلك ثقة الملك فيقوم بارساله إلى مدينة طرابلس للبقاء مع ولى العهد ويبقى السكرتير الخاص لمكتبه إلى قيام انقلاب 1969 في ليبيا في 1969.
قامت سلطات الانقلاب بتقديمه إلى المحاكمة مع كل المسئولين بالعهد الملكي ووجهت إليه عدة تهم خرج منها بحكم البراءة جميعا، ليستقر بعد ذلك في مدينة طرابلس ويشتغل بالأعمال الحرة لفترة حيث أنشأ أول مدرسة خاصة في منطقة سوق الجمعة وفي آخر سنين حياته التزم بيته والمسجد المعروف بمسجد ادريس في منطقة الظهرة وقام أهل الحي بتوليته الإمامة والاذان بصفة غير رسمية إلى أن مرض وقضى أكثر من 7 أشهر في غيبوبة تامة إلى أن توفي في 16 مارس 2008.